# Фетус
 Тази статия е за анатомията.  За храни вижте Плод.  
Фетус (на латински: fetus) или плод се нарича зародишът при животните и човека.
Развива се в матката на майчиния организъм, като получава необходимите за развитието му кислород и хранителни вещества от кръвта на майката посредством плацентата.
Матката служи като среда за пренасяне на необходимите на плода метаболити и като филтър, който може да предпази фетуса от някои неблагоприятни фактори в кръвта на майката. Кръвообращението на плода е напълно самостоятелно и неговата кръв никога не се смесва с тази на майката.